# Kamienica (Nysa Kłodzka)
Die Kamienica (polnisch) / Bílá voda (tschechisch) (deutsch Kamitzbach, am Oberlauf Weißes Wasser) ist ein rechter Nebenfluss der Glatzer Neiße in Tschechien und Polen.

## Verlauf
Die Bílá voda entspringt unweit der polnischen Grenze am Nordhang der Borůvková hora / Góra Borówkowa (Heidelberg, 899 m) im Reichensteiner Gebirge Tschechien.
Ihr Quellgrund wird von der Kraví hora / Krowia Góra (806 m) und der Bílá Skála (864 m) flankiert. Auf ihrem Weg nach Norden bildet sie zwischen dem Jelen (702 m), Muflon (578 m) und Maliník (576 m) ein tiefes bewaldete Tal, das als Hluboký důl bezeichnet wird. Die erste Ansiedlung im Tal der Bílá voda ist Karlovy Dvory.
Danach erreicht der Bach Ves Bílá Voda, wo er sich am Schloss Bílá Voda nach Osten wendet und Městys Bílá Voda durchfließt. Anschließend tritt der Bach in das Tiefland Przedgórze Paczkowskie (Patschkauer Vorland) ein und fließt auf polnisches Gebiet, wo er Kamienica genannt wird.
Der nach Nordosten führende Unterlauf des Baches führt ab der polnischen Grenze durch ein geschlossenes Besiedlungsgebiet. Entlang des Baches erstrecken sich das langgezogene Waldhufendorf Kamienica und die Ansiedlung Paczkówek. Anschließend fließt die Kamienica westlich der Innenstadt durch Paczków und mündet dort in die Glatzer Neiße.
Der Bach hat eine Länge von 15 Kilometern, davon liegen 7,4 Kilometer in Tschechien. Der tschechische Teil des Einzugsgebietes umfasst 12,12 km², dort leben 546 Menschen. Die durchschnittliche Durchflussmenge an der polnisch-tschechischen Grenze beträgt 0,156 m³/s.

## Zuflüsse
- Jelenský potok (r), Kamienica
- Kamenička, auch Od Tří lip (r), Kamienica
- Olchowiec / Erlenbach (r), Kamienica
- Panský potok / Wierzbica / Lauterbach (r), Kamienica